# Francis Koroma
Francis Koroma, właśc. Francis Zapa Koroma (ur. 4 stycznia 1975 w Koidu) – sierraleoński piłkarz występujący na pozycji obrońcy.

## Kariera klubowa
W swojej karierze Koroma występował w zespołach Diamond Stars, Umeå FC oraz Kamboi Eagles.

## Kariera reprezentacyjna
W 1996 roku Koroma został powołany do reprezentacji Sierra Leone na Puchar Narodów Afryki, zakończony przez Sierra Leone na fazie grupowej. Zagrał na nim w meczach z Burkina Faso (2:1) i Zambią (0:4).